# Moses zerschmettert die Gesetzestafeln
Moses zerschmettert die Gesetzestafeln ist ein Historiengemälde von Rembrandt van Rijn. Das 1659 mit Öl auf Leinwand gemalte Bild ist 168,5 Zentimeter hoch und 136,5 Zentimeter breit. Es zeigt Moses nach dem ersten Abstieg vom Berg Sinai, als er die Gesetzestafeln als Reaktion auf die Anbetung des Goldenen Kalbes zerschmettert. Das Gemälde gehört zur Sammlung der Gemäldegalerie in Berlin.

## Bildbeschreibung
Die einzige Figur des Bildes ist Moses, der als Hüftbildnis aus der Untersicht dargestellt wurde. Er hat die Arme erhoben und hält die beiden Tafeln mit den Zehn Geboten über seinem Kopf. Rembrandt stellte Moses in dem Moment dar, in dem dieser das Goldene Kalb und dessen Anbetung bemerkt und daraufhin die Tafeln zerschmettert. Damit wird eine Textstelle im 32. Kapitel des zweiten Buch Moses illustriert. Rembrandt führte einige Bildpartien sehr genau aus wie das Gesicht, die Ärmel bis zu den Ellbogen und die Gesetzestafeln mit der exakten Wiedergabe der hebräischen Buchstaben. Große Flächen wie der Hintergrund und auch die Hände sind im Gegensatz dazu eher flüchtig und skizzenhaft wirkend. Deshalb könnte es sich um ein nicht ganz vollendetes Bild handeln.

## Hintergrund
Es gibt einzelne Wissenschaftler, die davon ausgehen, dass das Gemälde 1655 für das Amsterdamer Rathaus bestellt und 1659 abgeliefert worden wäre. Dann wäre es jedoch dort entfernt und verkleinert worden. Diese Ansicht wird in der Forschung allgemein nicht anerkannt. Das Gemälde wurde zudem erwiesenermaßen an keiner Seite gekürzt.

## Provenienz
Das Gemälde Moses zerschmettert die Gesetzestafeln stammt nicht wie viele andere Gemälde Rembrandts der Berliner Gemäldegalerie aus der Mitgift von Luise Henriette von Oranien, die am 7. Dezember 1646 von Friedrich Wilhelm von Brandenburg geheiratet wurde. Der Kurfürst von Brandenburg erwarb das Bild wahrscheinlich direkt aus der Werkstatt des Malers und hängte es in seinen Privaträumen auf. Ab 1830 wurde es in der im Alten Museum eröffneten Gemäldegalerie gezeigt. Im Zweiten Weltkrieg wurde das Gemälde Moses zerschmettert die Gesetzestafeln mit den anderen Werken Rembrandts der Gemäldegalerie in das thüringische Salzbergwerk Kaiserroda in Sicherheit gebracht. Dort wurde es bei Kriegsende von amerikanischen Soldaten entdeckt und in der Folge in die Vereinigten Staaten verbracht. Dort tourte es mit der Ausstellung der 202 durch verschiedene Städte der USA, bis es in den Collecting Point in Wiesbaden zurückgebracht wurde. 1955 wurde es von dort nach Berlin-Dahlem zurückgegeben. Seit 1998 wird das Bild in der neuen Gemäldegalerie am Kulturforum gezeigt.